# Liegi-Bastogne-Liegi 1975
La Liegi-Bastogne-Liegi 1975, sessantunesima edizione della corsa, fu disputata il 20 aprile 1975 per un percorso di 246,7 km. Fu vinta dal belga Eddy Merckx, giunto al traguardo in 6h27'00" alla media di 38,248 km/h, precedendo il francese Bernard Thévenet ed il connazionale Walter Godefroot.
Dei 145 ciclisti alla partenza furono in 42 a portare a termine la gara.

## Ordine d'arrivo (Top 10)
| Pos. | Corridore                | Squadra  | Tempo   |
| ---- | ------------------------ | -------- | ------- |
| 1    | Eddy Merckx              | Molteni  | 6h27'00 |
| 2    | Bernard Thévenet         | Peugeot  | a 2"    |
| 3    | Walter Godefroot         | Flandria | s.t.    |
| 4    | Frans Verbeeck           | Watney   | a 15"   |
| 5    | André Dierickx           | Rokado   | s.t.    |
| 6    | Gerrie Knetemann         | Gan      | s.t.    |
| 7    | Jean-Pierre Danguillaume | Peugeot  | s.t.    |
| 8    | Roger De Vlaeminck       | Brooklyn | s.t.    |
| 9    | Christian Seznec         | Gan      | s.t.    |
| 10   | Wladimiro Panizza        | Brooklyn | s.t.    |